# Juni 1937
| Deze maand                                                                                              |
| --- |
| - Nationalisten veroveren Bilbao - Regering-Blum valt - Duitsland en Italië uit niet-inmengingscontrole |

De volgende gebeurtenissen speelden zich af in juni 1937. 
- 31 mei-1 juni - De Ontwapeningsconferentie komt bijeen, bijeengeroepen door Frankrijk, hoewel met weinig hoop in de huidige situatie van verdere bewapening. Alle betrokken en voormalig betrokken regeringen wordt een ontwerp-conventie toegestuurd betreffende het openlijk publiceren van de gedane investeringen in de landsverdediging.
- 3 - De voormalige koning Eduard VIII van het Verenigd Koninkrijk trouwt met Wallis Simpson.
- 3 De Spaanse nationalistische generaal Emilio Mola stort met zijn vliegtuig neer en komt om.
- 4 - In Berlijn vindt de executie plaats van Helmut Hirsch, ter dood veroordeeld vanwege het plannen van een bomaanslag tegen de nationaalsocialisten, en Oskar Denner.
- 4 - In een preek noemt Martin Niemöller de namen van 30 predikanten die, in weerwil van de belofte dat de aanstaande kerkelijke verkiezingen volledig vrij zouden zijn, gevangengezet zijn of voor wie het spreken verboden is.
- 5[1] - In België wordt het wetsvoorstel betreffende amnestie voor politieke gevangenen aangenomen.
- 5[1] - Bij de Volkenbond wordt het bombarderen van open steden in de Spaanse Burgeroorlog veroordeeld. Een daadwerkelijk optreden tegen de Duitse en Italiaanse inmenging in de burgeroorlog, waar Spanje op had aangedrongen, komt er echter niet.
- 5[1] - Prins Fumimaro Konoe vormt een nieuwe regering in Japan.
- 6 - In Luxemburg vinden verkiezingen van 26 van de 54 leden van het Kamer van Afgevaardigden plaats. De regeringspartijen (katholieken, burgerlijke liberalen en boerenpartij) verliezen licht, van 19 naar 16 zetels. Ook wordt een referendum gehouden over een verbod op de communistische partij, dat met een geringe meerderheid (72.300 tegen 70.371 stemmen) verworpen wordt.
- 8 - In delen van de Grote Oceaan en Peru is een zonsverduistering zichtbaar.
- 9 - In Parijs verschijnt een nieuw dagblad, L'Epoque, onder leiding van de ontslagen directeur van L'Écho de Paris, Henry Simond.
- 10 - Sollicitanten voor openbare betrekkingen in Duitsland komen alleen nog in aanmerking als zij getrouwd zijn of trouwen.
- 11 - In Moskou worden maarschalk Michail Toechatsjevski en 7 generaals ter dood veroordeeld voor spionage en landverraad.
- 11 - De Franse senaat stemt met grote meerderheid voor een motie die de regering oproept de invoering van de 40-urige werkweek uit te stellen.
- 12 - Duitsland en Italië keren terug bij de niet-inmengingscommissie in de Spaanse Burgeroorlog.
- 14 - De Duitse minister van buitenlandse zaken Konstantin von Neurath begint een bezoek aan Boedapest, en spreekt met diverse Hongaarse politici.
- 15 en 18 - De Duitse kruiser Leipzig, die deelneemt aan de controle op de niet-inmenging in de Spaanse Burgeroorlog, wordt met raketten bestookt.
- 16 - De Maatschappij der Nederlandsche Letterkunde kent de C.W. van der Hoogtprijs toe aan Henriëtte van Eyk voor Gabriël, en de Dr. Wijnaendts Francken-prijs aan Annie Romein-Verschoor voor Vrouwenspiegel.
- 17 - De Franse Kamer neemt een wet aan die de regering volmachten geeft om eigenhandig financieel-economische maatregelen te nemen.
- 17 - In het Verenigd Koninkrijk wordt een belastingplan gepubliceerd ter financiering van de defensie-uitgaven.
- 17 - In Nederland wordt het verboden actie te ondernemen om dienst te nemen bij een van de partijen in de Spaanse Burgeroorlog.
- 17[1] - In noordelijk Tsjahar breekt een militaire opstand uit tegen Mantsjoekwo.
- 18[1] - Pierre Daye, fractievoorzitter van Rex in de Kamer, neemt als zodanig ontslag.
- 19 - De Nationalisten nemen de stad Bilbao in.
- 19[1] - De Nederlandsche Bank deelt mede dat zij onbeperkt ontheffingen zal verlenen van het verbod op uitvoer van gouden munten.
- 19[1] - De Deutsche Nationalkirche van Arthur Dinter wordt in Duitsland een officieel erkende godsdienst.
- 18-20 - De Russische piloten Valeri Tsjkalov, Georgi Baidukov en A.V. Beljakov trachten van Moskou via het noordpoolgebied non-stop naar San Francisco te vliegen. Ze slagen erin het poolgebied over te steken, maar moeten uiteindelijk een voortijdige landing maken in Vancouver.
- 21 - Nadat de senaat zijn voorstel voor financieel-economische volmachten heeft verworpen, treedt de Franse regering-Blum af.
- 21[1] - Het akkoord van de Kleine Entente wordt vernieuwd.
- 22[1] - Camille Chautemps vormt een nieuwe regering in Frankrijk.
- 23 - Duitsland en Italië trekken zich terug uit de controlemacht op de niet-inmenging in de Spaanse Burgeroorlog.
- 23 - De synode van de Anglicaanse Kerk spreekt haar afkeuring uit over het beleid van nazi-Duitsland tegenover de Joden en de kerken.
- 24 - Het kabinet-Colijn IV treedt aan.
- 28 - Het Permanent Hof van Internationale Justitie doet uitspraak in het geschil tussen Nederland en België betreffende de aftapping van het Maaswater.
- 30 - De koppeling van de Franse franc aan het goud wordt losgelaten.
- 30 - Japans-Mantsjoerijse strijdkrachten brengen een Sovjet-Russische kanonneerboot in de Amoer tot zinken. De beide landen claimen beide het bezit van een aantal eilanden in de rivier.
- 30 - Het Franse parlement verleent de regering volmacht om maatregelen te nemen om de financiële crisis het hoofd te bieden.

en verder:
- In de Verenigde Staten lijken de grootschalige stakingen nog niet tot een uitkomst te komen.
- In Polen verklaart een rechter alle joden verantwoordelijk bij de veroordeling wegens moord van een van hen. Joodse bladen en parlementariërs protesteren.
- Het Nationaal Luchtvaartlaboratorium wordt opgericht.
- Het conflict tussen de Duitse autoriteiten en de Rooms-Katholieke Kerk woedt hevig.
- In de Sovjet-Unie gaan de zuiveringen verder.
- 16 leden van een expeditie onder Karl Wien die trachtte de Nanga Parbat te beklimmen, komen om het leven in een lawine.

<< · januari · februari · maart · april · mei · juni · juli · augustus · september · oktober · november · december · >>